# Renesansa
Renesansa je obdobje evropske zgodovine, ki pokriva razpon med 14. in 17. stoletjem in označuje prehod iz srednjega veka v novi vek. Tradicionalni pogled se je bolj osredotočal na zgodnje vidike renesanse in trdil, da je to prelomnica od preteklosti, vendar se mnogi zgodovinarji danes bolj osredotočajo na njene srednjeveške vidike in trdijo, da je to podaljšanje poznega srednjeveškega obdobja.
Intelektualna osnova renesanse je bila lastna izmišljena različica humanizma, izpeljana iz koncepta rimske Humanitas in odkritja klasične grške filozofije, kot je bil Protagora, ki je dejal, da je »človek merilo vseh stvari«. To novo razmišljanje je postalo očitno v umetnosti, arhitekturi, politiki, znanosti in literaturi. Zgodnji primeri so bili razvoj perspektive v oljnem slikarstvu in obnovljeno znanje o izdelavi betona. Čeprav je izum kovinskega premičnega tiskarstva pospešil širjenje idej iz poznega 15. stoletja, spremembe v renesansi niso bile enotno doživljene po vsej Evropi: prve sledi se v Italiji pojavljajo že v poznem 13. stoletju, še posebej v pisanju Danteja in slikah Giotta.
Renesansa je kot kulturno gibanje zajela inovativno cvetenje latinske in vernakularne literature, začenši s ponovnim učenjem v 14. stoletju, ki je temeljilo na klasičnih virih, ki so jih sodobniki pripisali Petrarki; razvoj linearne perspektive in drugih tehnik upodabljanja bolj naravne realnosti v slikarstvu in postopno, vendar razširjeno izobraževalno reformo. V politiki je renesansa prispevala k razvoju navad in konvencij diplomacije, v znanosti pa se je povečala odvisnost od opazovanja in induktivnega sklepanja. Čeprav je renesansa videla revolucije v številnih intelektualnih prizadevanjih, pa tudi družbenih in političnih preobratov, je morda najbolj znana po svojih umetniških dosežkih in prispevkih takšnih umov, kot sta Leonardo da Vinci in Michelangelo, ki sta navdihnila izraz »renesančni človek«.
Renesansa se je začela v Firencah v Italiji v 14. stoletju . Predlagane so bile različne teorije, ki naj bi pojasnile njen izvor in značilnosti, pri čemer so se osredotočile na različne dejavnike, vključno s socialnimi in državljanskimi posebnostmi Firenc v tistem času, njihovo politično strukturo, pokroviteljstvo prevladujoče družine Medičejcev in migracijo grških znanstvenikov in besedil v Italijo po padcu Konstantinopla od osmanskih Turkov. Druga pomembna središča so bila severnoitalijanske mestne države, kot so Benetke, Genova, Milano, Bologna in nazadnje Rim med renesančnim papeštvom.
Renesansa ima dolgo in zapleteno zgodovinopisje, v skladu s splošnim skepticizmom diskretnih periodizacij pa se je zgodilo veliko razprav med zgodovinarji, ki so se odzvali na slavljenje 19. stoletja "renesančnih" in posameznih kulturnih junakov kot "renesančnih moških", uporabnost renesanse kot izraza in kot zgodovinske razmejitve. Umetnostni zgodovinar Erwin Panofsky je opazil ta odpor do koncepta "renesanse":
Morda ni naključje, da so nad dejstvi italijanske renesanse najbolj zaskrbljeni tisti, ki se niso dolžni poklicno zanimati za estetske vidike civilizacije - zgodovinarji gospodarskega in družbenega razvoja, politične in verske situacije, in zlasti naravoslovje - vendar le izjemoma študenti literature in skoraj nikoli zgodovinarji umetnosti.
Nekateri opazovalci so postavili pod vprašaj ali je bila renesansa kulturni "napredek" iz srednjega veka, ki pa ga je videl kot obdobje pesimizma in nostalgije za klasično antiko , medtem ko so socialni in gospodarski zgodovinarji, zlasti longue durée, namesto tega osredotočili na kontinuiteto med dvema obdobjema, ki sta, kot je opazil Panofsky, »povezani s tisočimi vezmi« -->.
Beseda renesansa, ki je dobesedno pomenila 'preporod' v francoščini, se je prvič pojavila v angleščini leta 1830 . Beseda se pojavlja tudi pri delu Julesa Micheleta iz leta 1855, Histoire de France. Beseda renesansa se je razširila tudi na druga zgodovinska in kulturna gibanja, kot sta karolinška renesansa in renesansa 12. stoletja.

## Pregled
Renesansa je bila kulturno gibanje, ki je globoko prizadelo evropsko intelektualno življenje v zgodnjem novem veku. Z začetkom v Italiji, se je do 16. stoletja razširila na preostalo Evropo, je bilo njen vpliv čutiti v literaturi, filozofiji, umetnosti, glasbi, politiki, znanosti, religiji in drugih vidikih intelektualnega raziskovanja. Renesančni znanstveniki so uporabili humanistično metodo v učenju in iskali realizem in človeška čustva v umetnosti.
Renesančni humanisti, kot je Poggio Bracciolini, so v evropskih samostanskih knjižnicah iskali latinska literarna, zgodovinska in oratorijska besedila antike, medtem ko je padec Konstantinopla (1453) ustvaril val emigrantskih grških učenjakov, ki so prinesli dragocene rokopise v starogrščini, od katerih so bili mnogi na zahodu neznani. V svojem novem poudarku na literarnih in zgodovinskih besedilih, so se renesančni znanstveniki tako izrazito razlikovali od srednjeveških učenjakov renesanse 12. stoletja, ki so se osredotočali na proučevanje grških in arabskih del naravoslovja, filozofije in matematike, namesto na kulturna besedila.
V oživljanju neoplatonizma renesančni humanisti niso zavračali krščanstva. Ravno nasprotno, temu je bilo posvečenih veliko največjih renesančnih del, Cerkev pa je podpirala številna dela renesančne umetnosti. Vendar pa je prišlo do subtilnega premika v načinu, kako so se intelektualci približali veroizpovedi, kar se je odražalo na mnogih drugih področjih kulturnega življenja. Poleg tega so bila številna grška krščanska dela, vključno z grško Novo Zavezo, vrnjena iz Bizanca v Zahodno Evropo in zajela zahodne učenjake prvič od pozne antike. To novo povezovanje z grškimi krščanskimi deli in zlasti vrnitev k prvotni grški Novi zavezi, ki sta jo zagovarjala humanista Lorenzo Valla in Erazem Rotterdamski, je pripomoglo k utrjevanju poti protestantske reformacije.
Po prvi umetniški vrnitvi v klasicizem, ki je bil ponazorjen v kipu Nicola Pisana, so si florentinski slikarji, ki jih je vodil Masaccio, prizadevali realistično prikazati človeka in razvijali tehnike, ki so omogočale bolj naravno izražanje perspektive in svetlobe. Politični filozofi, najbolj znan Niccolò Machiavelli, so želeli opisati politično življenje, kot je bilo v resnici, to je razumsko razumljivo. Kritičen prispevek k italijanskemu renesančnemu humanizmu je napisal Giovanni Pico della Mirandola v slavnem besedilu De hominis dignitate (Govor o dostojanstvu človeka, 1486), ki ga sestavlja vrsta tez o filozofiji, naravni misli, veri in magiji, ki sta se branili proti vsakemu nasprotniku na osnovi razlogov. Poleg študija klasične latinščine in grščine, so renesančni avtorji začeli vse bolj uporabljati tudi ljudske jezike; v povezavi z uvedbo tiska s premičnimi kovinskimi črkami, je to omogočilo več ljudem dostop do knjig, zlasti Svetega pisma.
V celoti pa je renesanso mogoče razumeti kot poskus intelektualcev, da preučijo in izboljšajo posvetne in materialne, obe z oživljanjem idej iz antike kot z novimi pristopi k razmišljanju. Nekateri znanstveniki, kot je Rodney Stark , dajejo renesanso v prid zgodnejšim novostim italijanskih mestnih držav v visokem srednjem veku, ki so se združile z odzivno vlado, krščanstvom in rojstvom kapitalizma. Ta analiza trdi, da so bile velike evropske države (Francija in Španija) absolutistične monarhije, druge pa so bile pod neposrednim cerkvenim nadzorom, neodvisne mestne republike Italije pa so prevzele principe kapitalizma, izumljene na samostanskih posestvih in sprožile trgovsko revolucijo brez primere, ki je uvedla in financirala renesanso.

## Izvor
Mnogi trdijo, da so ideje, ki so značilne za renesanso, nastale v Firencah ob koncu 13. stoletja, zlasti s pisanjem Danteja Alighierija (1265–1321) in Petrarce (1304–1374) ter slikami Giotta di Bondoneja (1267–1337). Nekateri pisci jo datirajo precej natančno; eno od predlaganih izhodišč je 1401, ko so sta tekmeca, genija Lorenzo Ghiberti in Filippo Brunelleschi tekmovala za pogodbo o gradnji bronastih vrat za krstilnico stolnice v Firencah (Ghiberti je zmagal). Drugi vidijo bolj splošno konkurenco med umetniki in polihistorji, kot so Brunelleschi, Ghiberti, Donatello in Masaccio za umetniška naročila, ki spodbujajo ustvarjalnost renesanse. Kljub temu ostaja veliko razprav, zakaj se je renesansa začela v Italiji in zakaj se je začela, ko se je. V skladu s tem je bilo predstavljenih več teorij, ki pojasnjujejo njihov nastanek.
V času renesanse sta denar in umetnost šla z roko v roki. Umetniki so bili v celoti odvisni od pokroviteljev, medtem ko so pokrovitelji potrebovali denar za spodbujanje umetniškega talenta. Bogastvo je bilo pripeljano v Italijo v 14., 15. in 16. stoletju s širitvijo trgovine v Azijo in Evropo. Pridobivanje srebra na Tirolskem je povečalo pretok denarja. Luksuz iz vzhodnega sveta, ki so ga med križarskimi vojnami pripeljali domov, je povečal blaginjo Genove in Benetk.
Jules Michelet je renesanso 16. stoletja v Franciji opredelil kot obdobje evropske kulturne zgodovine, ki je predstavljala odmik od srednjega veka, in ustvarja moderno razumevanje človeštva in njegovega mesta v svetu.

### Latinska in grška faza renesančnega humanizma
V nasprotju z visokim srednjim vekom, ko so latinski znanstveniki skoraj v celoti osredotočeni na proučevanje grških in arabskih del naravoslovja, filozofije in matematike, so se renesančni znanstveniki najbolj zanimali za obnavljanje in proučevanje latinskega in grškega literarnega, zgodovinskega in govornega besedila. Na splošno se je to začelo v 14. stoletju z latinsko fazo, ko so renesančni učenjaki, kot so Petrarka, Coluccio Salutati (1331–1406), Niccolò de 'Niccoli (1364–1437) in Poggio Bracciolini (1380–1459) brskali po knjižnicah Evrope iščoč dela latinskih avtorjev, kot so Cicero, Lukrecij, Livij in Seneca. Do začetka 15. stoletja je bila večina ohranjene latinske literature obnovljena; grška faza renesančnega humanizma je bila v teku, saj so se zahodnoevropski znanstveniki obračali na obnovitev grških literarnih, zgodovinskih, govornih in teoloških besedil.
Za razliko od latinskih besedil, ki so se ohranila in preučevala v zahodni Evropi od pozne antike, je bil študij antičnih grških besedil v srednjeveški zahodni Evropi zelo omejen. Starogrška dela o znanosti, matematiki in filozofiji so bila preučevana od visokega srednjega veka v zahodni Evropi in v srednjeveškem islamskem svetu (običajno v prevodu), toda grška literarna, oratorijska in zgodovinska dela (kot so Homer, grški dramatiki, Demosten in Tukidid) niso preučevali niti v latinskem niti v srednjeveških islamskih svetovih; v srednjem veku so te vrste besedil proučevali le bizantinski učenjaki. Eden od največjih dosežkov renesančnih znanstvenikov je bil, da se je ta celoten razred grških kulturnih del prvič od pozne antike vrnil v zahodno Evropo. Arabski logiki so podedovali grške ideje, potem ko so napadli in osvojili Egipt in Levant. Njihovi prevodi in komentarji o teh zamislih so se preselili skozi arabski zahod v Iberijo in Sicilijo, kar je postalo pomembno središče tega prenosa idej. Od 11. do 13. stoletja so bile v Iberiji ustanovljene številne šole, namenjene prevajanju filozofskih in znanstvenih del iz klasične arabščine v srednjeveško latinščino. Predvsem Toledska prevajalska šola. To delo prevajanja iz islamske kulture, čeprav je bilo v veliki meri nenačrtovano in neorganizirano, je predstavljalo eno največjih prenosov idej v zgodovini. To gibanje za ponovno vključitev rednega študija grških literarnih, zgodovinskih, govornih in teoloških besedil v zahodnoevropski učni načrt je običajno datirano na povabilo Coluccia Salutatija 1366 bizantinskemu diplomatu in učenjaku Manuelu Hrizolorasu (ok. 1355–1415) za poučevanje grščine v Firencah.. To zapuščino so nadaljevali grški učenjaki iz tujine, od  Bessariona do Lea Allatiusa

### Socialna in politična struktura v Italiji
Edinstvene politične strukture poznega srednjega veka so Italijo pripeljale do tega, da so teoretizirale, da je njena nenavadna družbena klima omogočila nastanek redkega kulturnega razcveta. Italija v zgodnjem novem veku ni obstajala kot politična entiteta. Namesto tega je bila razdeljena na manjše mestne države in ozemlja: Neapeljsko kraljestvo je nadzorovalo jug, Florentinska republika in Papeška država v središču, Milanska vojvodina in Genovska republika na severu in zahodu, ter Beneška republika na vzhodu. V 15. stoletju je bila Italija eno najbolj urbaniziranih območij v Evropi. Mnoga mesta so bila med ruševinami starih rimskih stavb. Zdi se verjetno, da je bila klasična narava renesanse povezana z njenim izvorom v osrčju rimskega imperija.
Zgodovinar in politični filozof Quentin Skinner piše, da je Otto Freisinški (ok. 1114–1158), nemški škof, ki je v 12. stoletju obiskal severno Italijo, opazil razširjeno novo obliko politične in družbene organizacije, ki je Italijo popeljala iz fevdalizma, tako da je njena družba temeljila na trgovcih in trgovini. S tem je bilo povezano antimonarhično razmišljanje, ki je bilo predstavljeno v znamenitem fresko-renesančnem ciklu Alegorija dobre in slabe vlade v Sieni Ambrogia Lorenzettija (naslikana 1338–1340), katere močno sporočilo je o vrlinah pravičnosti, pravičnosti, republikanizmu in dobri upravi. Te mestne republike so bile, tako kot cerkev in imperij, posvečene pojmom svobode. Skinner poroča, da je bilo več obramb svobode, tako kot Matteo Palmieri (1406–1475) časti florentinskega genija, ne le v umetnosti, kiparstvu in arhitekturi, temveč v »izjemnem razcvetu moralne, družbene in politične filozofije, ki se je zgodila v Firencah tistem času«.
Celo mesta in države izven osrednje Italije, kot so bile v tem času Firence, so bile znane po svojih trgovskih republikah, zlasti Beneška republika. Čeprav so bile te v praksi oligarhične in so imele le malo podobnosti s sodobno demokracijo, so imele demokratične značilnosti in so bile odzivne države, z oblikami udeležbe v upravljanju in verovanjem v svobodo. Relativna politična svoboda, ki so jo imeli, je prispevala k akademskemu in umetniškemu napredku. Prav tako so položaj italijanskih mest, kot so Benetke, kot velika trgovska središča, ustvarjala intelektualna križišča. Trgovci so s seboj prinesli zamisli iz daljnih koncev sveta, zlasti Levanta. Benetke so bile evropska vrata trgovanja z Vzhodom in proizvajalec finega stekla, medtem ko so bile Firence glavno mesto tekstila. Bogastvo, ki ga je takšno poslovanje prineslo v Italijo, je omogočilo naročanje velikih javnih in zasebnih umetniških projektov, posamezniki pa so imeli več prostega časa za študij.

### Črna smrt
Teorija, ki je bila razvita, je, da je uničenje v Firencah, ki ga je povzročila črna smrt, ki je prizadelo Evropo med letoma 1348 in 1350, povzročilo premik v pogledu na svet ljudi v Italiji  14. stoletja. Italija je bila še posebej močno prizadeta zaradi kuge in domnevalo se je, da je poznavanje smrti povzročilo, da so misleci bolj razmišljali o svojem življenju na Zemlji, ne pa o duhovnosti in posmrtnem življenju. Trdilo se je tudi, da je Črna smrt sprožila nov val pobožnosti, ki se kaže v pokroviteljstvu verskih umetniških del. Vendar to ne pojasnjuje v celoti, zakaj se je renesansa pojavila posebej v Italiji v 14. stoletju. Črna smrt je bila pandemija, ki je prizadela vso Evropo, ne samo Italijo. Nastanek renesanse v Italiji je bil najverjetneje posledica zapletenih interakcij zgoraj navedenih dejavnikov.
Kuga se je razširila z bolhami na jadrnicah, ki so se vrnile iz azijskih pristanišč in se hitro širila zaradi pomanjkanja ustreznih sanitarij: prebivalci Anglije, takrat približno 4,2 milijona, so izgubili 1,4 milijona ljudi zaradi kužne kuge. Prebivalstvo Firenc se je leta 1347 skoraj prepolovilo. Zaradi zmanjšanja prebivalstva se je vrednost delavskega razreda povečala, prebivalci pa so uživali več svobode. Da bi odgovorili na povečano potrebo po delu, so delavci potovali v iskanju najugodnejšega gospodarskega položaja.
Demografski upad zaradi kuge je imel gospodarske posledice: cene hrane so padle, vrednosti zemljišča pa so se med letoma 1350 in 1400 v večjem delu Evrope zmanjšale za 30 do 40 %. Kmetje so se soočali z veliko izgubo, za navadne moške in ženske je bilo nepričakovano. Preživeli kugo so ugotovili, da cene hrane niso bile le cenejše, temveč jo je bilo tudi več in mnogi od njih so podedovali premoženje od svojih mrtvih sorodnikov.
Širjenje bolezni je bilo na območjih revščine bistveno bolj razširjeno. Epidemije so opustošile v mestih, zlasti med otroki. Kuga se je zlahka širila z ušmi, umazano pitno vodo, vojskami ali s slabimi sanitarijami. Otroci v mestnih stanovanjih so bili bolj prizadeti zaradi širjenja bolezni kot otroci premožnih.
Črna smrt je povzročila večji pretres socialni in politični strukturi Firenc kot kasnejše epidemije. Kljub znatnemu številu smrtnih žrtev med člani vladajočega razreda je v tem obdobju vlada Firenc še naprej delovala. Formalna srečanja izvoljenih predstavnikov so bila prekinjena v času epidemije zaradi kaotičnih razmer v mestu, vendar je bila imenovana majhna skupina uradnikov, ki so vodili zadeve mesta, kar je zagotovilo kontinuiteto vlade.

### Kulturne razmere v Firencah
Že dolgo se je razpravljalo, zakaj se je renesansa začela v Firencah in ne drugod v Italiji. Znanstveniki so opazili številne posebnosti florentinskega kulturnega življenja, ki so lahko povzročile takšno kulturno gibanje. Mnogi so poudarili vlogo, ki so jo imeli Medičejci, družina bankirjev in kasnejši vladarji vojvodine, v pokroviteljstvu in spodbujanju umetnosti. Lorenzo Medičejski Veličastni (1449–1492) je bil pobudnik za umetnostno pokroviteljstvo, s čimer je svoje rojake spodbudil, da so naročili dela vodilnih umetnikov Firenc, med drugim Leonarda da Vincija, Sandra Botticellija in Michelangela. Dela Nerija di Biccija, Botticellija, da Vincija in Filippina Lippija so dodatno naročili v samostanu avguštinskega reda San Donato agli Scopeti v Firencah.
Renesansa je bila vsekakor že v teku, preden je Lorenzo Medičejski prišel na oblast - dejansko, preden je sama družina Medičejcev dosegla hegemonijo v florentinski družbi. Nekateri zgodovinarji so domnevali, da so bile Firence rojstni kraj renesanse kot posledica sreče, ker so se "slučajno" tam rodili "veliki možje": Leonardo da Vinci, Botticelli in Michelangelo so bili vsi rojeni v Toskani. Drugi zgodovinarji so trdili, da se takšna priložnost zdi neverjetna, vendar trdijo, da so ti "veliki možje" lahko postali pomembni le zaradi prevladujočih kulturnih razmer v tistem času.

## Značilnosti

### Humanizem
Na nek način humanizem ni bila filozofija, ampak metoda učenja. V nasprotju s srednjeveškim šolskim načinom, ki je bil osredotočen na reševanje protislovij med avtorji, bi humanisti proučevali starodavna besedila v izvirniku in jih ocenjevali s kombinacijo razmišljanja in empiričnih dokazov. Humanistično izobraževanje je temeljilo na programu 'Studia Humanitatis', študiju petih humanističnih ved: poezija, slovnica, zgodovina, etika in retorika. Čeprav so se zgodovinarji včasih trudili natančno opredeliti humanizem, se je večina odločila za »srednjo opredelitev ... gibanje za oživitev, interpretacijo in asimilacijo jezika, literature, učenja in vrednot antične Grčije in Rima«. Predvsem so humanisti trdili, da je »genij človeka ... edinstvena in izredna sposobnost človeškega uma«.
Humanistični učenjaki so oblikovali intelektualno pokrajino v zgodnjem novem veku. Politični filozofi, kot sta Niccolò Machiavelli in Thomas More, so oživili zamisli grških in rimskih mislecev in jih uporabili v kritikah sodobne vlade. Giovanni Pico della Mirandola je napisal "manifest" renesanse, De hominis dignitate (Govor o dostojanstvu človeka), živahno obrambo mišljenja. Matteo Palmieri (1406–1475), še en humanist, je najbolj znan po svojem delu Della vita civile (O civilnem življenju, natisnjenem 1528), ki je zagovarjal državljanski humanizem in za njegov vpliv pri izpopolnjevanju toskanskega jezika na enako raven kot latinščina. Palmieri je risal rimske filozofe in teoretike, zlasti Cicerona, ki je, tako kot Palmieri, živel aktivno javno življenje kot državljan in uradnik, kot tudi teoretik in filozof in tudi Kvintilijan. Morda je najbolj zgoščen izraz njegovega pogleda na humanizem v pesniškem delu La città di vita iz leta 1465, vendar je prejšnje delo, Della vita civile bolj obsežno. Sestavljen kot serija dialogov v podeželski hiši na podeželju Mugello zunaj Firenc med kugo leta 1430, Palmieri razlaga lastnosti idealnega državljana. Dialogi vključujejo ideje o tem, kako se otroci razvijajo psihično in fizično, kako se lahko državljani ravnajo moralno, kako lahko državljani in države zagotovijo poštenost v javnem življenju in pomembno razpravo o razliki med pragmatično koristnim in poštenim.
Humanisti so verjeli, da je pomembno, da se presežejo v posmrtno življenje s popolnim umom in telesom, ki ga je mogoče doseči z izobraževanjem. Namen humanizma je bil ustvariti univerzalnega človeka, katerega oseba je združevala intelektualno in fizično odličnost in ki je bila sposobna častno delovati v skoraj vseh razmerah. Ta ideologija se je imenovala uomo universale, starodavni grško-rimski ideal. Izobraževanje v času renesanse je večinoma sestavljala starodavna literatura in zgodovina, saj je veljalo, da so klasiki podpirali moralno poučevanje in intenzivno razumevanje človeškega vedenja.

### Humanizem in knjižnice
Edinstvena značilnost nekaterih renesančnih knjižnic je, da so bile odprte za javnost. Te knjižnice so bile mesta, kjer so izmenjevali ideje in so bile blagodejne za um in dušo. Ker je bila svobodomiselnost značilnost starosti, so številne knjižnice vsebovale široko paleto pisateljev. Klasična besedila so bila ob humanističnih spisih. Ta neformalna združenja intelektualcev so globoko vplivala na renesančno kulturo. Nekateri najbogatejši "bibliofili" so zgradili knjižnice kot templje knjig in znanja. Številne knjižnice so se pojavile kot manifestacije neizmernega bogastva, povezanega z ljubeznijo do knjig. V nekaterih primerih so se izobraženi knjižničarji tudi zavezali, da bodo drugim ponudili možnost, da uporabijo njihove zbirke. Izraziti aristokrati in knezi Cerkve so ustvarili velike knjižnice za uporabo svojih dvorov, imenovanih »dvorne knjižnice« in so bile v bogato oblikovanih monumentalnih zgradbah, okrašenih z lesenimi deli in zidovi s freskami (Murray, Stuart A.P.).

### Umetnost
Renesančna umetnost označuje kulturni preporod ob koncu srednjega veka in vzpon modernega sveta. Ena od značilnosti renesančne umetnosti je bil razvoj zelo realistične linearne perspektive. Giottu (1267–1337) se prvemu pripisuje obravnavo slike kot okna v vesolje, vendar šele ob demonstracijah arhitekta Filippa Brunelleschija (1377–1446) in kasnejših zapisov Leona Battista Alberta (1404–1472) je bila ta perspektiva formalizirana kot umetniška tehnika.
Razvoj perspektive je bil del širšega trenda realizma v umetnosti. Slikarji so razvili druge tehnike, preučevali svetlobo, senco in, slavno v primeru Leonarda da Vincija, človeško anatomijo. Te spremembe v umetniški metodi so temeljile na obnovljeni želji po predstavljanju lepote narave in razkrivanju aksiomov estetike, z deli Leonarda, Michelangela in Rafaela, ki predstavljajo umetniške vrhove, ki so jih drugi umetniki veliko oponašali. Med pomembne umetnike sodijo tudi Sandro Botticelli, ki med drugim delal za Medičejce v Firencah, Donatello, še en Florentinec in Tizian v Benetkah.
Na Nizozemskem se je razvila zelo živahna umetniška kultura. Delo Huga van der Goesa in Jana van Eycka je bilo še posebej pomembno za razvoj slikarstva v Italiji, tako tehnično z uvedbo oljne barve in platna, kot tudi slogovno v smislu naturalizma v predstavitvi (glej Renesansa v Nizozemskih deželah). Kasneje so dela Pietera Brueghela starejšega navdihovala umetnike, da so upodobljali teme iz vsakdanjega življenja.
V arhitekturi je Filippo Brunelleschi predvsem proučeval ostanke starih klasičnih zgradb. Z ponovno odkritim znanjem pisca Vitruvija iz 1. stoletja in cvetoče discipline matematike je Brunelleschi oblikoval renesančni slog, ki je posnemal in izboljševal klasične oblike. Njegov glavni podvig je bila gradnja kupole stolnice v Firencah. Druga stavba, ki dokazuje ta slog, je cerkev sv. Andreja v Mantovi, ki jo je zgradil Alberti. Izjemna arhitekturna zasnova visoke renesanse je bila obnova bazilike svetega Petra, ki združuje veščine Bramanteja, Michelangela, Rafaela, Sangalla in Maderna.
V času renesanse so arhitekti želeli uporabiti stebre, pilastre in entablature kot integriran sistem. Uporabljajo se rimski tipi stebrov: toskanski, dorski, jonski, korintski in kompozitni. Lahko so bodisi strukturni, podpirajo arkade ali arhitrave, bodisi samo dekorativni, postavljene ob steno v obliki pilastrov. Ena prvih zgradb, kjer so uporabljali pilastre kot integriran sistem, je bila Brunelleschijeva Stara zakristija (1421–1440) v Firencah. Loki, polkrožni ali (v manierističnem slogu) segmentni, so se pogosto uporabljali v arkadah, podprti na slopih ali stebrih s kapiteli. Med glavnim delom ogredja med kapitelom se lahko dvigne lok. Alberti je bil eden prvih, ki je uporabil monumentalen lok. Renesančni oboki nimajo reber; so polkrožni ali segmentni in na kvadratni podlagi, za razliko od gotskega oboka, ki je pogosto na pravokotni podlagi.
Renesančni umetniki niso bili pogani, čeprav so občudovali starost in ohranili nekaj idej in simbolov srednjeveške preteklosti. Nicola Pisano (okoli 1220 – okoli 1278) je posnemal klasične oblike z uprizarjanjem prizorov iz Biblije. Njegovo Oznanjenje, iz krstilnice v Pisi, kaže, da so klasični modeli vplivali na italijansko umetnost, preden se je renesansa uveljavila kot literarno gibanje.

### Znanost
Main articles: History of science in the Renaissance and Renaissance technology
Ponovno odkritje starodavnih besedil in izum tiskanja je omogočilo hitrejše širjenje idej. V prvem obdobju italijanske renesanse so humanisti podpirali proučevanje humanističnih ved nad naravoslovno filozofijo ali uporabno matematiko, njihovo spoštovanje do klasičnih virov pa je nadalje vključevalo aristotelske in ptolemajske poglede na vesolje. Nikolaj Kuzanski, ki je pisal okoli leta 1450, je predvidel heliocentrični pogled na Kopernika, vendar na filozofski način.
Znanost in umetnost sta se prepletala v zgodnji renesansi, z umetniki polihistor, kot je Leonardo da Vinci, ki so izdelovali opazovalne risbe anatomije in narave. Da Vinci je vzpostavil nadzorovane poskuse v vodnem toku, medicinsko seciranje in sistematično proučevanje gibanja in aerodinamike in zasnoval načela raziskovalne metode, ki so Fritjofa Capra pripeljala do »očeta moderne znanosti«. Drugi primeri Da Vincijevega prispevka v tem obdobju so stroji, namenjeni za gledanje frnikole in dvigal monolitov in novih odkritij v akustiki, botaniki, geologiji, anatomiji in mehaniki.
Razvilo se je ustrezno okolje za preverjanje znanstvene doktrine. Odkritje Novega sveta, ki ga je leta 1492 odkril Krištof Kolumb, je izpodbijalo klasični pogled na svet. Ugotovljeno je bilo, da se dela Ptolemaja (v geografiji) in Galena (v medicini) ne ujemajo vedno z vsakodnevnimi opazovanji. Ko sta se spopadli protestantska reformacija in protireformacija, je severna renesansa pokazala odločilen premik iz aristotelske naravne filozofije v kemijo in biološke znanosti (botanika, anatomija in medicina). Pripravljenost na izpraševanje že obstoječih resnic in iskanje novih odgovorov je povzročila obdobje velikih znanstvenih dosežkov.
Nekateri gledajo na to kot na »znanstveno revolucijo«, ki napoveduje začetek moderne dobe, drugi pa kot pospešitev stalnega procesa, ki sega od starodavnega sveta do danes. Znatne znanstvene dosežke so v tem času naredili Galileo Galilei, Tycho Brahe in Johannes Kepler. Kopernik je v De Revolutionibus trdil, da se Zemlja giba okoli Sonca. V De humani corporis fabrica (O delovanju človeškega telesa) je Andreas Vesalius dal novo zaupanje v vlogo seciranja, opazovanja in mehanističnega pogleda na anatomijo.
Drug pomemben razvoj v procesu odkrivanja je bila znanstvena metoda, ki se osredotoča na empirične dokaze in pomembnost matematike, medtem ko je aristotelska znanost to zavračala. Zgodnji in vplivni zagovorniki teh zamisli so bili Kopernik, Galileo in Francis Bacon. Nova znanstvena metoda je privedla do velikih prispevkov na področju astronomije, fizike, biologije in anatomije.
Uporabne inovacije so se razširile na trgovino. Ob koncu 15. stoletja je Luca Pacioli objavil prvo delo o knjigovodstvu, s čimer je postal ustanovitelj računovodstva.

### Navigacija in geografija
V času renesanse, ki je trajala od 1450 do 1650, so vse celine obiskali in večinoma zrisali zemljevide Evropejci, razen južnega polarnega kontinenta, zdaj znanega kot Antarktika. Ta razvoj je upodobljen na velikem svetovnem zemljevidu Nova Totius Terrarum Orbis Tabula, ki ga je leta 1648 izdelal nizozemski kartograf Joan Blaeu, v spomin na Vestfalski mir.
Leta 1492 je Krištof Kolumb odplul čez Atlantski ocean iz Španije, da bi poiskal neposredno pot v Azijo. Naključno je naletel na Ameriko, vendar je verjel, da je dosegel Vzhodno Indijo.
Leta 1606 je nizozemski navigator Willem Janszoon odplul iz Vzhodne Indije na ladji Duyfken, Nizozemske vzhodnoindijske družbe in pristal v Avstraliji. Opisal je približno 300 km zahodne obale polotoka Cape York v Queenslandu. Sledilo je več kot trideset nizozemskih ekspedicij, ki so izrisale odseke severne, zahodne in južne obale. V letih 1642–1643 je Abel Tasman obkrožil celino in dokazal, da ni povezana z domnevnim južnim polarnim kontinentom.
Do leta 1650 so nizozemski kartografi izrisali večino obale kontinenta, ki so ga imenovali Nova Holandija (nizozemsko Nieuw Holland), razen vzhodne obale, ki jo je leta 1770 zaznamoval kapitan James Cook.
Dolgo neznana južna polarna celina je bila nazadnje opažena leta 1820. V času renesanse je bila znana pod imenom Terra Australis ali skrajšano »Avstralija«. Po tem, ko je bilo to ime v 19. stoletju spremenjeno v Nova Holandija, je bilo novo ime Antarktika dodeljeno južni polarni celini.

### Glasba
Iz te spreminjajoče se družbe je nastal skupen, poenoten glasbeni jezik, zlasti polifonični slog francosko-flamske šole. Razvoj tiska je omogočil širjenje glasbe. Povpraševanje po glasbi kot zabavi in kot dejavnost za izobražene amaterje se je povečalo z nastankom meščanskega razreda. Širjenje šansonov, motetov in maš po Evropi je sovpadlo z združitvijo polifonične prakse v tekoči slog, ki je dosegel vrhunec v drugi polovici 16. stoletja v delu skladateljev, kot so Palestrina, Orlando di Lasso, Victoria in William Byrd.

### Religija
Novi ideali humanizma, čeprav bolj sekularni v nekaterih pogledih, so se razvili kljub krščanskemu ozadju, zlasti v severni renesansi. Veliko, če ne večina, nove umetnosti je bilo naročeno s strani Cerkve ali njej posvečeno. Vendar pa je renesansa močno vplivala na sodobno teologijo, zlasti na način, kako so ljudje dojemali odnos med človekom in Bogom. Mnogi teologi tega obdobja so bili privrženci humanistične metode, med njimi Erazem Rotterdamski, Zwingli, Thomas More, Martin Luther in Jean Calvin.
Renesansa se je začela v času verskih nemirov. Pozno srednji vek je bilo obdobje političnih spletk, ki so obkrožale papeštvo in so dosegle vrhunec v zahodnem razkolu, v katerem so trije moški istočasno trdili, da so pravi rimski škofje. Medtem ko je razkol razrešil Konstanški koncil (1414), je nastalo reformno gibanje, poznano pod imenom konciliarizem, ki je želelo omejiti moč papeža. Čeprav se je s 5. lateranskim koncilom (1511) papež na koncu izkazal za vrhovnega v cerkvenih zadevah, so jo vztrajali pri nenehnih obtožbah o korupciji, najbolj znani v osebi papeža Aleksandra VI., ki je bil različno obtožen simonije, nepotizma in očeta štirih otrok (ki so bili večinoma poročeni, verjetno zaradi utrjevanja moči), medtem ko je bil kardinal.
Cerkveni možje, kot sta Erazem in Luther, so predlagali reformo Cerkve, ki je pogosto temeljila na humanistični besedilni kritiki Nove zaveze. Oktobra 1517 je Luther objavil 95 tez, izpodbijal papeško avtoriteto in kritiziral njeno zaznano korupcijo, zlasti v zvezi s primeri prodaje odpustkov v zahodni Evropi. Humanizem in renesansa sta zato imela neposredno vlogo pri spodbujanju reformacije, pa tudi v mnogih drugih sočasnih verskih razpravah in konfliktih.
Papež Pavel III. je prišel na papeški prestol (1534–1549) po zasedbi Rima leta 1527, v katoliški cerkvi pa so po protestantski reformaciji prevladovale negotovosti. Nikolaj Kopernik je posvetil De revolutionibus orbium coelestium (O revolucijah nebesnih sfer) Pavlu III., ki je postal ded Alessandra Farneseja (kardinala), ki je imel slike Tiziana, Michelangela in Rafaela, ter pomembno zbirko risb, in ki je naročil mojstrovino Giulia Clovia, verjetno zadnji veliki iluminiran rokopis Farnezijski horarij.

### Samozavedanje
Do 15. stoletja so se pisatelji, umetniki in arhitekti v Italiji dobro zavedali sprememb, ki so se dogajale in so uporabljali besedne zveze, kot so modi antichi (na starinski način) ali alle romana et alla antica (v maniri Rimljanov in antike), ko so opisali svoje delo. V 1330-ih je Petrarka predkrščanski čas označil kot antiqua (staro) in za krščansko obdobje kot nova (novo). Iz Petrarkove italijanske perspektive je bilo to novo obdobje (ki je vključeval tudi njegov čas) obdobje narodnega mrka. Leonardo Bruni je prvi uporabil tripartitno periodizacijo v svoji Zgodovini florentinskih ljudi (1442). Brunijevi prvi dve obdobji sta temeljili na Petrarki, vendar je dodal še tretje obdobje, ker je verjel, da Italija ni več v stanju nazadovanja. Flavio Biondo je uporabil podoben okvir v Desetletja zgodovine od propada rimskega cesarstva (1439-1453).
Humanistični zgodovinarji so trdili, da je sodobna znanost obnovila neposredne povezave s klasičnim obdobjem in tako zaobšla srednjeveško obdobje, ki so ga prvič poimenovali »srednji vek«. Izraz se prvič pojavi v latinščini leta 1469 kot media tempestas (srednji čas). Izraz la rinascita (ponovno rojstvo) se je najprej pojavilo v širšem pomenu besede v Giorgia Vasarija Življenja umetnikov (1550), revidiran 1568. Vasari deli obdobje na tri faze: prvo fazo predstavljajo Cimabue, Giotto in Arnolfo di Cambio; drugo fazo  Masaccio, Brunelleschi in Donatello; tretja se osredotoča na Leonarda da Vincija in doseže vrhunec z Michelangelom. Po Vasariju razvoj ni šel samo v rastoče zavedanje klasične antike, temveč tudi rastoča želja po študiju in posnemanju narave. 

## Razširjenost
V 15. stoletju se je renesansa hitro razširila iz rojstnega kraja v Firencah v preostalo Italijo in kmalu v preostalo Evropo. Izum tiskarskega stroja nemškega tiskarja Johannesa Gutenberga je omogočil hiter prenos teh novih idej. Ideje so se širile in spreminjale, prilagajale pa so se tudi lokalni kulturi. V 20. stoletju so učenjaki začeli renesanso deliti v regionalna in nacionalna gibanja.

### Anglija
V Angliji se je v 16. stoletju začela angleška renesansa z delom pisateljev Williama Shakespeara, Christopherja Marlowa, Edmunda Spenserja, sira Thomasa Mora, Francisa Bacona, sira Philipa Sidneyja, in tudi velikih umetnikov, arhitektov (kot je Inigo Jones), ki je predstavil italijansko arhitekturo v Angliji) in skladateljev, kot so Thomas Tallis, John Taverner in William Byrd.

### Francija
Beseda renesansa je izposojena iz francoskega jezika, kjer pomeni 'ponovno rojstvo'. Prvič je bila uporabljen v 18. stoletju, kasneje pa jo je populariziral francoski zgodovinar Jules Michelet (1798–1874) v svojem delu iz leta 1855, Histoire de France (Zgodovina Francije).
Leta 1495 je v Francijo prispela italijanska renesansa, ki jo je po vstopu v Italijo uvozil kralj Karel VIII.. Dejavnik, ki je spodbujal širjenje sekularizma, je bila nezmožnost Cerkve, da bi nudila pomoč proti črni smrti. Franc I. je uvažal italijansko umetnost in umetnike, vključno z Leonardom da Vincijem in za velik denar zgradil okrašene palače. Pisatelji, kot so François Rabelais, Pierre de Ronsard, Joachim du Bellay in Michel de Montaigne, slikarji, kot je Jean Clouet in glasbeniki, kot je Jean Mouton, so si tudi izposodili  duha renesanse.
Leta 1533 se je štirinajstletna Katarina Medičejska (1519–1589), rojena v Firencah Lorenzu II. de 'Medici in Madeleine de la Tour d'Auvergne, poročila s Henrikom II., drugim sinom kralja Franca I. in kraljice Claude. Čeprav je postala slavna in zloglasna zaradi svoje vloge v francoskih verskih vojnah, je neposredno prispevala k umetnosti, znanosti in glasbi (vključno z nastankom baleta) na francoskemu dvoru.

### Nemčija
V drugi polovici 15. stoletja se je renesančni duh razširil v Nemčijo in Nizozemske dežele, kjer se je razvil tiskarski stroj (okoli leta 1450) in zgodnje renesančni umetniki, kot so slikarji Jan van Eyck (1395–1441) in Hieronymus Bosch (1450–1516) in skladatelji Johannes Ockeghem (1410–1497), Jacob Obrecht (1457–1505) in Josquin des Prez (1455–1521) so bili pod vplivom Italije. V zgodnjih protestantskih območjih je humanizem postal tesno povezan s pretresi protestantske reformacije, umetnost in pisanje nemške renesanse pa sta pogosto odražala ta spor. Gotski slog in srednjeveška sholastična filozofija pa sta ostala izključno do začetka 16. stoletja. Cesar Maksimilijan I. Habsburški (vladal 1493–1519) je bil prvi resnično renesančni monarh iz Svetega rimskega cesarstva.

### Madžarska
Po Italiji je bila Madžarska prva evropska država, v kateri se je pojavila renesansa. Renesančni slog je prišel neposredno iz Italije med quattrocentom na Madžarsko najprej v srednji Evropi, zahvaljujoč razvoju zgodnjih madžarsko-italijanskih odnosov - ne le v dinastičnih povezavah, ampak tudi v kulturnih, humanističnih in trgovskih odnosih - vse močnejših od 14. stoletja. Razmerje med madžarskim in italijanskim gotskim slogom je bil drugi razlog - izogibali so se pretiranemu preboju zidov, in dajali prednost čistim in lahkim strukturam. Obsežne gradbene sheme so umetnikom omogočile obsežno in dolgoročno delo, na primer gradnjo gradu Friss v Budimu, gradove Visegrád, Tata in Várpalota. Sigismundov dvor je bil pokrovitelj, med njimi Pipo Spano, potomec družine Scolari iz Firenc, ki je na Madžarsko povabil Manetta Ammanatina in Masolina da Pannicale.
Novi italijanski trend se je povezal z obstoječimi nacionalnimi tradicijami in ustvaril posebno lokalno renesančno umetnost. Sprejem renesančne umetnosti je podpiral nenehen prihod humanistične misli v državo. Številni mladi Madžari, ki so študirali na italijanskih univerzah, so se bližali florentinskemu humanističnemu središču, zato se je razvila neposredna povezava s Firencami. Ta proces je pripomogel k naraščanju števila italijanskih trgovcev, ki so se preselili na Madžarsko, zlasti v Budimu. Nove misli so nosili humanistični prelati, med njimi Ivan Vitez, nadškof Esztergoma, eden od ustanoviteljev madžarskega humanizma. V dolgem času vladanja cesarja Sigismunda Luksemburškega je kraljevski grad Budim postal verjetno največja gotska palača poznega srednjega veka. Kralj Matija Korvin (1458–1490) je palačo obnovil v zgodnjem renesančnem slogu in jo še razširil.
Po poroki leta 1476 kralja Matije z Beatrice Neapeljsko je Budim postal eno najpomembnejših umetniških središč renesanse severno od Alp. Najpomembnejši humanisti, ki so živeli na Korvinovem dvoru, so bili Antonio Bonfini in slavni madžarski pesnik Janus Pannonius.  András Hess je ustanovil tiskarno v Budimu leta 1472. Knjižnica Matije Korvina, Bibliotheca Corviniana, je bila največja evropska zbirka posvetnih knjig: zgodovinske kronike, filozofska in znanstvena dela v 15. stoletju. Njegova knjižnica je bila druga po velikosti za Vatikansko knjižnico. (Vatikanska knjižnica je večinoma vsebovala Biblije in verske materiale.)
Leta 1489 je Bartolomeo della Fonte iz Firenc zapisal, da je Lorenzo de Medici ustanovil lastno grško-latinsko knjižnico, ki jo je spodbudil primer madžarskega kralja. Knjižnica Corvinus je del Unescove svetovne dediščine.
Med pomembnejšimi osebnostmi madžarske renesanse so Bálint Balassi (pesnik), Sebestyén Tinódi Lantos (pesnik), Bálint Bakfark (skladatelj in lutenist) in Mojster M.S. (slikar fresk).

### Nizozemske dežele
Kultura v Nizozemskih deželah ob koncu 15. stoletja je bila pod vplivom italijanske renesanse prek trgovine preko Brugga, zato so bili Flamci bogati. Njeni plemiči so naročili umetnike, ki so postali znani po vsej Evropi. V znanosti je vodil anatom Andreas Vesalius; v kartografiji so zemljevidi Gerardusa Mercatorja pomagali raziskovalcem in morjeplovcem. V umetnosti se je nizozemsko in flamsko renesančno slikarstvo gibalo od čudnih del Hieronymusa Boscha do upodobitev vsakdanjega življenja Pietera Brueghela starejšega.

### Severna Evropa
Renesansa v severni Evropi je bila imenovana »severna renesansa«. Medtem ko so se renesančne ideje premikale severno od Italije, so se nekatera področja inovacij sočasno razširila proti jugu, zlasti v glasbi. Glasba Burgundske šole iz 15. stoletja je opredelila začetek renesanse v glasbi, polifonija Nizozemcev, ko se je s svojimi glasbeniki premaknila v Italijo, je oblikovala jedro prvega pravega mednarodnega sloga v glasbi od standardizacije gregorijanskega pojma v 9. stoletju. Vrhunec nizozemske šole je bil v glasbi italijanskega skladatelja Palestrine. Konec 16. stoletja je Italija znova postala središče glasbenih inovacij, z razvojem polikoralnega sloga beneške šole, ki se je razširil proti severu, proti Nemčiji okoli leta 1600.
Slike italijanske renesanse so se razlikovale od slik severne renesanse. Italijanski renesančni umetniki so bili med prvimi, ki so slikali sekularne prizore, ki so se oddaljili od čisto verske umetnosti srednjeveških slikarjev. Umetniki severne renesanse so bili sprva osredotočeni na verske teme, kot je sodobni verski prevrat, ki ga je predstavil Albrecht Dürer. Kasneje so dela Pietera Bruegela vplivala na umetnike, da so slikali prizore vsakdanjega življenja, ne pa verskih ali klasičnih tem. Tudi med severno renesanso sta flamska brata Hubert in Jan van Eyck izpopolnila tehniko oljne slike, kar je umetnikom omogočilo, da na trdi površini, ki bi lahko preživela stoletja, ustvarjajo močne barve. Značilnost severne renesanse je bila uporaba govora v latinščini ali grščini, kar je omogočilo večjo svobodo izražanja. To gibanje se je začelo v Italiji z odločilnim vplivom Danteja Alighierija na razvoj narečnih jezikov; v bistvu je poudarek na pisanju v italijanščini zanemaril glavni vir florentinskih idej, izraženih v latinščini. Širjenje tehnologije tiskarskih strojev je spodbudilo renesanso v severni Evropi in drugod. 

### Poljska
Zgodnji italijanski humanist, ki je na Poljsko prišel sredi 15. stoletja, je bil Filippo Buonaccorsi. Veliko italijanskih umetnikov je prišlo na Poljsko z Bona Sforza iz Milana, ko se je leta 1518 poročila s kraljem Sigismundom I. starejšim. To je podprlo začasno okrepljene monarhije na obeh straneh, pa tudi na novo ustanovljene univerze.  Poljska renesansa je trajala od poznega 15. do poznega 16. stoletja in je bila zlata doba poljske kulture. Kraljevina Poljska (od leta 1569 znana kot poljsko-litovska unija), ki jo je vodila rodbina Jageloncev, je aktivno sodelovala v široki evropski renesansi. Večnacionalna poljska država je doživela precejšnje obdobje kulturne rasti, deloma zaradi stoletja brez večjih vojn - razen konfliktov na redko poseljenih vzhodnih in južnih mejah. Reformacija se je mirno razširila po vsej državi (vzbudili so jo Poljski bratje), medtem ko so se življenjske razmere izboljšale, mesta so se povečala, izvoz kmetijskih proizvodov pa je obogatil prebivalstvo, zlasti plemstvo (šlahta), ki je prevladalo v novem političnem sistemu Zlata svoboda . Poljska renesančna arhitektura ima tri obdobja razvoja.
Največji spomenik tega sloga na ozemlju nekdanje vojvodine Pomorjanske je vojvodski grad v Szczecinu.

### Portugalska
Čeprav je imela italijanska renesansa skromen vpliv na portugalsko umetnost, je Portugalska vplivala na širitev evropskega svetovnega nazora, kar je spodbudilo humanistično raziskovanje. Renesansa je prišla preko vpliva bogatih italijanskih in flamskih trgovcev, ki so vlagali v dobičkonosno poslovanje v tujini. Kot pionirski sedež evropskega raziskovanja je Lizbona doživela razcvet v poznem 15. stoletju, ko je privabila strokovnjake, ki so naredili številne preboje v matematiki, astronomiji in pomorski tehnologiji, med njimi Pedro Nunes, João de Castro, Abraham Zacuto in Martin Behaim. Kartografi Pedro Reinel, Lopo Homem, Estêvão Gomes in Diogo Ribeiro so bistveno napredovali pri kartiranju sveta. Apotekar Tomé Pires in zdravnika Garcia de Orta in Cristóvão da Costa so zbrali in objavili dela o rastlinah in zdravilih, ki jih je kmalu prevedel flamski pionir botanik Carolus Clusius.
V arhitekturi so ogromni dobički trgovine z začimbami financirali razkošen kompozitni slog v prvih desetletjih 16. stoletja, manueline ali portugalska gotika, ki je vključeval pomorske elemente. Glavni slikarji so bili Nuno Gonçalves, Gregório Lopes in Vasco Fernandes. V glasbi sta Pedro de Escobar in Duarte Lobo izdelala štiri pesmarice, vključno z Cancioneiro de Elvas. Sá de Miranda je v literaturi predstavil italijanske oblike verzov. Bernardim Ribeiro je razvil pastoralno romanco, igre Gila Vicenteja so se združile s popularno kulturo, poročale o spreminjajočih se časih, Luís de Camões pa je opisal portugalske podvige v tujini v epski pesmi Luzijada (Os Lusíadas). Potovalna literatura je še posebej cvetela: João de Barros, Castanheda, António Galvão, Gaspar Correia, Duarte Barbosa in Fernão Mendes Pinto so med drugim opisali nova ozemlja, bili so prevedeni in razširjeni z novim tiskarskim strojem. [96] Po pridružitvi portugalskemu raziskovanju Brazilije leta 1500 je Amerigo Vespucci v svojih pismih Lorenzu di Pierfrancesco de 'Medici skoval izraz Novi svet.
Intenzivna mednarodna izmenjava je ustvarila več kozmopolitskih humanističnih znanstvenikov, med njimi tudi Francisco de Holanda, André de Resende in Damião de Góis, prijatelj Erazma Roterdamskega, ki je z redko neodvisnostjo pisal o vladanju kralja Manuela I. Dioga in André de Gouveie je izvedel pomembne reforme izobraževanja prek Francije. Tuje novice in izdelki v portugalski tovarni v Antwerpnu so pritegnili zanimanje Thomasa Mora in Dürerja za širši svet. Tam so dobički in znanje pomagali gojiti nizozemsko renesanso in zlato dobo, zlasti po prihodu bogate kulturne judovske skupnosti, ki je bila izgnana iz Portugalske.

### Rusija
Renesančni trendi iz Italije in Srednje Evrope so na mnoge načine vplivali na Rusijo. Njihov vpliv pa je bil precej omejen zaradi velike razdalje med Rusijo in glavnimi evropskimi kulturnimi središči ter močne pripadnosti Rusov pravoslavni tradiciji in bizantinski dediščini.
Knez Ivan III. je v Rusijo vpeljal renesančno arhitekturo s povabilom številnih italijanskih arhitektov, ki so s seboj prinesli nove konstrukcijske tehnike in nekatere renesančne elemente, v splošnem pa po tradicionalnih ruske arhitekture. Leta 1475 je bolonjski arhitekt Aristotele Fioravanti prišel obnoviti cerkev Marijinega oznanjenja v Moskovskem Kremlju, ki je bila poškodovana v potresu. Fioravanti je dobil cerkev Marije vnebovzete v Vladimiru iz 12. stoletja kot model in izdelal zasnovo, ki združuje tradicionalni ruski slog z renesančnim občutkom prostornosti, razmerja in simetrije.
Leta 1485 je Ivan III. v Kremlju naročil gradnjo kraljeve rezidence, palača Terem, z arhitektom Aloisio da Milanom kot arhitektom prvih treh nadstropij. On in drugi italijanski arhitekti so prav tako prispevali k izgradnji zidov in stolpov v Kremlju. Majhna banketna dvorana ruskih carjev, ki jo zaradi zgornjega nadstropja imenujejo Fasetna palača, je delo dveh Italijanov, Marca Ruffa in Pietra Solarija, in kaže bolj italijanski slog. Leta 1505 je v Moskvo prispel Italijan, ki je v Rusiji znan kot Aleviz Novyi ali Aleviz Fryazin. Mogoče je bil beneški kipar Alevisio Lamberti da Montagne. Za Ivana III. je zgradil 12 cerkva, vključno s  cerkev nadangela Mihaela, stavbo, ki je bila izjemno uspešna zaradi mešanja ruske tradicije, pravoslavnih zahtev in renesančnega sloga. Domneva se, da je cerkev metropolita Petra v samostanu Visokopetrovski, drugo delo Aleviza Novya, kasneje služila kot navdih za tako imenovano arhitekturno obliko osmerokotnika na tetragonu v moskovskem baroku poznega 17. stoletja.
V zgodnjem 16. in poznem 17. stoletju se je v Rusiji razvila izvirna tradicija arhitekture šotorastih streh. Bila je precej edinstvena in se je razlikovala od sodobne renesančne arhitekture drugod po Evropi, čeprav nekatere raziskave označujejo slog kot ruska gotika in ga primerjajo z evropsko gotsko arhitekturo zgodnejšega obdobja. Italijani so s svojo napredno tehnologijo lahko vplivali na izum kamnitih šotorskih streh (leseni šotori so bili v Rusiji in Evropi znani že davno). Po eni od predpostavk je bil italijanski arhitekt Petrok Maly avtor cerkve Vnebovzetja v Kolomenskem, ki je ena najstarejših in najpomembnejših šotorskih cerkva.
V 17. stoletju je vpliv renesančnega slikarstva privedel do tega, da so ruske ikone postale nekoliko bolj realistične, ker so še vedno sledili večini starih kanonov ikonskega slikarstva, kot je razvidno iz del Bogdana Saltanova, Simona Ušakova, Gurija Nikitina, Karpa Zolotarjova in drugih ruskih umetnikov obdobja. Postopoma se je pojavila nova vrsta sekularnega portretnega slikarstva, imenovanega parsúna (iz 'persona' - oseba), ki je bil prehodni slog med abstraktno ikonografijo in realnimi slikami.
Sredi 16. stoletja so Rusi sprejeli tiskanje iz Srednje Evrope, Ivan Fjodorov je bil prvi znani ruski tiskar. V 17. stoletju je tiskanje postalo široko razširjeno, lesorezi pa so postali še posebej priljubljeni. To je pripeljalo do razvoja posebne oblike ljudske umetnosti, znane kot lubok tiskanje, ki je v Rusiji obstajalo še v 19. stoletju.
Nekatere tehnologije iz obdobja evropske renesanse je prevzela Rusija precej zgodaj in jih nato izpopolnila, da bi postale del močne domače tradicije. Večinoma so to bile vojaške tehnologije, kot je litje topov, ki je bilo sprejeto vsaj v 15. stoletju. Car topov, ki je top z največjim kalibrom na svetu, je mojstrovina izdelave ruskega topa. Leta 1586 ga je zasnoval Andrej Čokov in se je odlikoval z bogatim, dekorativnim reliefom. Druga tehnologija, ki so jo po eni hipotezi prvotno prinesli Italijani, je privedla do razvoja vodke, nacionalne ruske žgane pijače. Že leta 1386 so genovski veleposlaniki v Moskvo prinesli prvi aqua vitae ('vodo življenja') in jo predstavili velikemu vojvodi Dmitriju Donskemu. Genovežani so verjetno razvili to pijačo s pomočjo alkimistov iz Provanse, ki so uporabili destilacijsko napravo, ki so jo izumili Arabci za pretvorbo grozdnega mošta v alkohol. Moskovski menih Isidore, je uporabil to tehnologijo za izdelavo prve originalne ruske vodke okoli leta 1430.

### Španija
Renesansa je prispela na Iberski polotok preko sredozemske posesti Aragonske krone in mesta Valencija. Veliko zgodnjih španskih renesančnih pisateljev prihaja iz aragonskega kraljestva, tudi Ausiàs March in Joanot Martorell. V kraljevini Kastilija je na zgodnjo renesanso močno vplival italijanski humanizem, začenši s pisatelji in pesniki, kot je Íñigo López de Mendoza, ki je v začetku 15. stoletja v Španijo uvedel novo italijansko poezijo. Drugi pisci, kot so Jorge Manrique, Fernando de Rojas, Juan del Encina, Juan Boscán Almogáver in Garcilaso de la Vega, so zelo podobni italijanskemu kanonu. Cervantesova mojstrovina Don Kihot, je opisana kot prvi zahodni roman. Renesančni humanizem je cvetel v začetku 16. stoletja z vplivnimi pisci, kot so filozof Juan Luis Vives, slovničar Antonio de Nebrija in naravoslovec Pedro de Mexía.
Kasneje je španska renesansa težila k religioznim temam in misticizmu, s pesniki, kot so Fray Luis de León, Terezija Avilska in Janez od Križa, in obravnavala vprašanja, povezana z raziskovanjem Novega sveta, s kronisti in pisatelji, kot sta Inka Garcilaso de la Vega in Bartolomé de Las Casas, ki sta ustvarila delo, zdaj znano kot Španska renesančna literatura. Pozna renesansa v Španiji je ustvarjala umetnike, kot je El Greco in skladatelje, kot sta Tomás Luis de Victoria in Antonio de Cabezón.

## Osebe, ki so zaznamovale renesanso
- Giovanni Boccaccio
- Michelangelo Buonarotti
- Nikolaj Kopernik
- Raffaello Santi
- Leonardo da Vinci
- Michel de Montaigne
- Christine de Pizan
- Niccolo Machiavelli
- Nikolaj Kuzanski
- Francesco Petrarca
- William Shakespeare

## Druga literatura
- Vincent Cronin (1969), The Flowering of the Renaissance, ISBN 0-7126-9884-1
- Vincent Cronin (1992), The Renaissance, ISBN 0-00-215411-0
- Campbell, Gordon. The Oxford Dictionary of the Renaissance. (2003). 862 pp. online at OUP
- Davis, Robert C. Renaissance People: Lives that Shaped the Modern Age. (2011). ISBN 978-1-60606-078-0
- Ergang, Robert (1967), The Renaissance, ISBN 0-442-02319-7
- Ferguson, Wallace K. (1962), Europe in Transition, 1300–1500, ISBN 0-04-940008-8
- Fisher, Celia. Flowers of the Renaissance. (2011). ISBN 978-1-60606-062-9
- Fletcher, Stella. The Longman Companion to Renaissance Europe, 1390–1530. (2000). 347 pp.
- Grendler, Paul F., ed. The Renaissance: An Encyclopedia for Students. (2003). 970 pp.
- Hale, John. The Civilization of Europe in the Renaissance. (1994). 648 pp.; a magistral survey, heavily illustrated; excerpt and text search
- Hall, Bert S. Weapons and Warfare in Renaissance Europe: Gunpowder, Technology, and Tactics (2001); excerpt and text search
- Hattaway, Michael, ed. A Companion to English Renaissance Literature and Culture. (2000). 747 pp.
- Jensen, De Lamar (1992), Renaissance Europe, ISBN 0-395-88947-2
- Johnson, Paul. The Renaissance: A Short History. (2000). 197 pp.; excerpt and text search; also  online free
- Keene, Bryan C. Gardens of the Renaissance. (2013). ISBN 978-1-60606-143-5
- King, Margaret L. Women of the Renaissance (1991) excerpt and text search
- Kristeller, Paul Oskar, and Michael Mooney.  Renaissance Thought and its Sources (1979); excerpt and text search
- Nauert, Charles G. Historical Dictionary of the Renaissance. (2004). 541 pp.
- Patrick, James A., ed. Renaissance and Reformation (5 vol 2007), 1584 pages; comprehensive encyclopedia
- Plumb, J.H. The Italian Renaissance (2001); excerpt and text search
- Paoletti, John T. and Gary M. Radke. Art in Renaissance Italy (4th ed. 2011)
- Potter, G.R. ed. The New Cambridge Modern History: Volume 1: The Renaissance, 1493–1520 (1957) online; major essays by multiple scholars. Summarizes the viewpoint of 1950s.
- Robin, Diana; Larsen, Anne R.; and Levin, Carole, eds. Encyclopedia of Women in the Renaissance: Italy, France, and England (2007) 459 pp.
- A. L. Rowse The Elizabethan Renaissance: The Life of the Society (2000); excerpt and text search
- Ruggiero, Guido. The Renaissance in Italy: A Social and Cultural History of the Rinascimento (Cambridge University Press, 2015). 648 pp. online review
- Rundle, David, ed. The Hutchinson Encyclopedia of the Renaissance. (1999). 434 pp.; numerous brief articles online edition Arhivirano 2011-06-28 na Wayback Machine.
- Turner, Richard N. Renaissance Florence (2005); excerpt and text search
- Ward, A. The Cambridge Modern History. Vol 1: The Renaissance (1902); older essays by scholars; emphasis on politics

### Zgodovinopisje
- Bouwsma, William J. "The Renaissance and the drama of Western history." American Historical Review (1979): 1–15. in JSTOR
- Caferro, William. Contesting the Renaissance (2010); excerpt and text search
- Ferguson, Wallace K. "The Interpretation of the Renaissance: Suggestions for a Synthesis." Journal of the History of Ideas (1951): 483–495. online in JSTOR
- Ferguson, Wallace K. "Recent trends in the economic historiography of the Renaissance." Studies in the Renaissance (1960): 7–26.
- Ferguson, Wallace Klippert. The Renaissance in historical thought (AMS Press, 1981)
- Grendler, Paul F. "The Future of Sixteenth Century Studies: Renaissance and Reformation Scholarship in the Next Forty Years," Sixteenth Century Journal Spring 2009, Vol. 40 Issue 1, pp. 182+
- Murray, Stuart A.P. The Library: An Illustrated History. American Library Association, Chicago, 2012.
- Ruggiero, Guido, ed. A Companion to the Worlds of the Renaissance. (2002). 561 pp.
- Starn, Randolph. "A Postmodern Renaissance?" Renaissance Quarterly 2007 60(1): 1–24 in Project MUSE
- Summit, Jennifer. "Renaissance Humanism and the Future of the Humanities." Literature Compass (2012) 9#10 pp: 665–678.
- Trivellato, Francesca. "Renaissance Italy and the Muslim Mediterranean in Recent Historical Work," Journal of Modern History (March 2010), 82#1 pp: 127–155.
- Woolfson, Jonathan, ed. Palgrave advances in Renaissance historiography (Palgrave Macmillan, 2005)